# Los ojos de Julia
Los ojos de Julia es una película hispano-mexicana de 2010 de suspenso dirigida por Guillem Morales y protagonizada por Belén Rueda.

## Sinopsis
Julia presiente que algo malo le ha pasado a su hermana, Sara, y va a visitarla, encontrándola muerta. Todos los hechos apuntan a que se trata claramente de un suicidio. A pesar de todo, Julia es incapaz de aceptar esta versión y empieza a investigar las circunstancias que rodeaban la vida de su hermana, a la que no visitaba desde hacía unos meses.
Pero algunos inquietantes indicios, que contradicen el carácter de Sara, y el descubrimiento de que su hermana se había apartado completamente de sus vecinos y amigos sólo hacen aumentar en ella las sospechas de que algo extraño se oculta tras su muerte.
Descubre que hay alguien que la sigue, a todos lados, y comienza una búsqueda para encontrar a esa persona.

## Producción
Guillermo del Toro trabajó por segunda vez como productor para una producción de género español y coprodujo la película con Joaquín Padró y Mar Targarona por Rodar y Rodar Cine y Televisión. La película está protagonizada por los principales cometidos de Belén Rueda y Lluis Homar. Guillem Morales escribió el guion en colaboración con Oriol Paulo. La película está cofinanciada por Focus Features International. Oriol Paulo y Guillem Morales se establecen para dirigir la película de suspenso El hombre hueco.

## Estreno
La película se estrenó el 20 de octubre de 2010 en España, alzándose en su primer fin de semana en el primer puesto, incluso por delante de otras producciones extranjeras, con más de 1,6 millones de euros recaudados. Después de 7 semanas, Los ojos de Julia se consolidaba como el film español con más recaudación del año con casi 7 millones de euros recaudados.

## Banda sonora
La BSO de la película fue compuesta por Fernando Velázquez.

## Reparto
| Intérprete           | Personaje              |
| -------------------- | ---------------------- |
| Belén Rueda          | Julia Levin / Sara     |
| Lluís Homar          | Isaac                  |
| Pablo Derqui         | Ángel                  |
| Francesc Orella      | Inspector Dimas        |
| Joan Dalmau          | Créspulo               |
| Julia Gutiérrez Caba | Soledad                |
| Boris Ruiz           | Blasco                 |
| Dani Codina          | Iván                   |
| Andrea Hermosa       | Lía                    |
| Daniel Grao          | Dr. Román              |
| Pere Ventura         | Policía Aparcamiento 1 |
| Oscar Foronda        | Policía Aparcamiento 2 |
| Ramón Moreno         | Enfermero 1            |
| José Sánchez Orosa   | Enfermero 2            |
| Carlus Fàbrega       | Subinspector           |
| Clara Segura         | Mina                   |
| Cata Munar           | Lara                   |
| Laura Barba          | Dela                   |
| Mia Esteve           | Nora                   |
| Bernat Muñoz         | Individuo Hombre       |
| Silvia de Litrán     | Peatón Mujer           |
| Jordi Llordella      | Botones                |
| Héctor Claramunt     | Recepcionista 1        |
| Betsy Túrnez         | Recepcionista 2        |
| Ángela Rosal         | Dueña Restaurante      |
| Daniel Ortiz         | Camarero               |
| Ismael Cruz          | Conductor              |
| Víctor Benjumea      | Vigilante Párking      |
| Blanca Martínez      | Mujer Ciega            |
| Vanesa Prieto        | Enfermera              |